# Archidiocèse de Clermont
L'archidiocèse de Clermont (en latin : Archidioecesis Claromontensis) est un des archidiocèses métropolitains de l'Église catholique en France. 

## Territoire
À l'origine, le diocèse de Clermont correspondait à l’ancienne cité des Arvernes. En 1317, il fut partagé en deux avec la création du diocèse de Saint-Flour. Depuis 1789, le diocèse correspond exactement aux limites administratives du département du Puy-de-Dôme. Il est organisé depuis 2002 en trente-deux paroisses.
Clermont-Ferrand, chef lieu du département, est également le siège archiépiscopal.

## Siège de l'archevêché
Le siège de l'archevêché est établi dans le bâtiment restructuré de l'ancienne clinique Saint-Joseph, 9 rue d'Ambert, dans le quartier de la gare. L'hôtel particulier de la rue Pascal, qui abritait précédemment la résidence de l'évêque et les services du diocèse, a été vendu.

## Histoire
Le pape Urbain II y prêche le départ pour la première croisade au concile de Clermont, en 1095.
Érigé au IIIe siècle, il s'est appelé diocèse d'Auvergne jusqu'au moment de son partage et de la création du diocèse de Saint-Flour en 1317.
Jusqu'au remaniement du 8 décembre 2002, il était suffragant de l'archevêché métropolitain de Bourges. Il a été élevé au rang d'archidiocèse métropolitain le 17 décembre 2002.

### Liste des évêques et archevêques
François Kalist est l'archevêque de Clermont depuis septembre 2016.

## Statistiques
En 2004, le diocèse comptait  588 600 catholiques sur les 604 266 habitants du département du Puy-de-Dôme.